# Fermi (métro de Turin)
Pour les articles homonymes, voir Fermi.
Fermi est une station de la ligne 1 du métro de Turin. Terminus de la ligne, la station est située via De Amicis dans la commune de Collegno en banlieue ouest de Turin.